# Pierre Cabanel

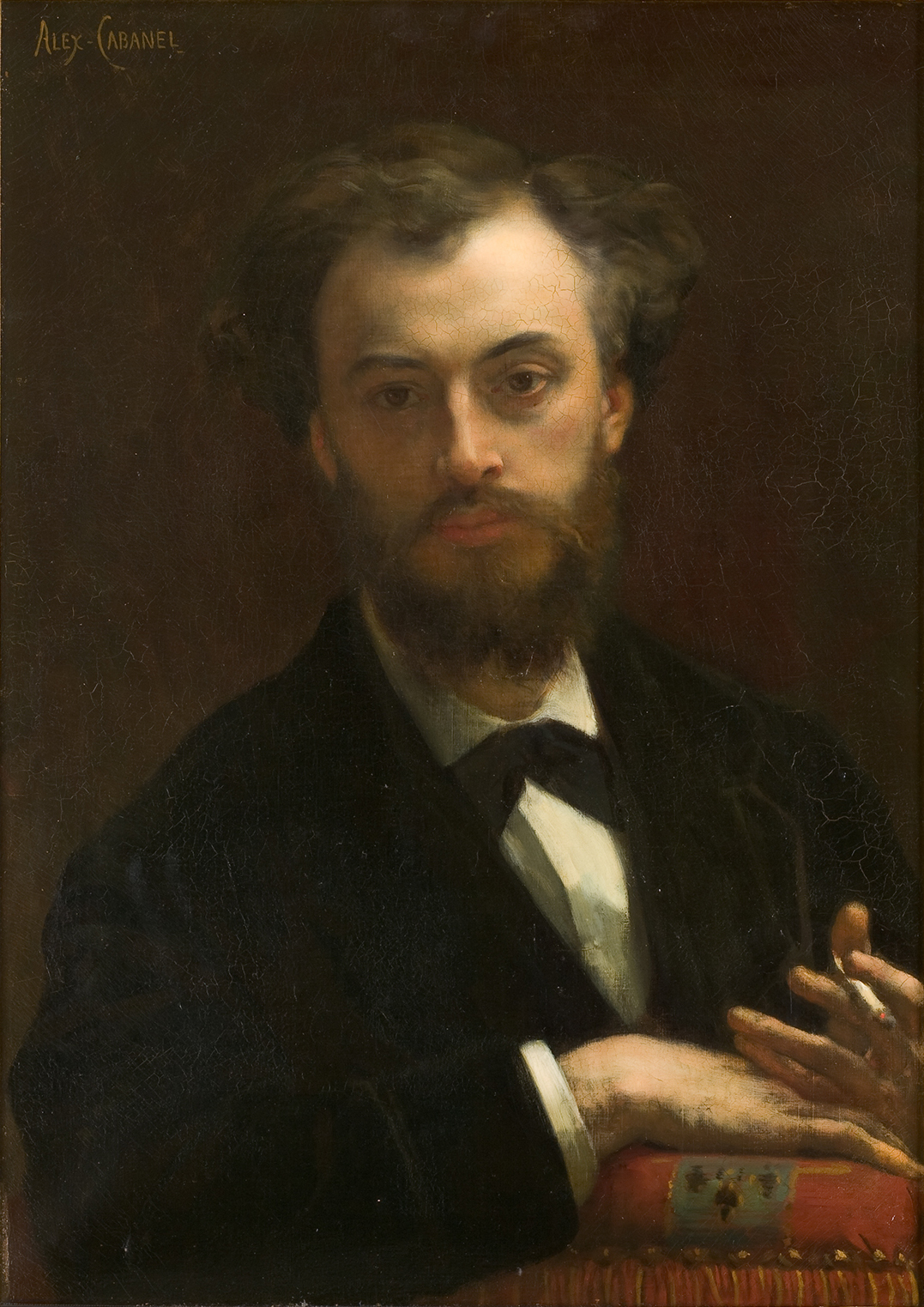
Pierre Cabanel, porträtiert von Alexandre Cabanel (1883)

Pierre Cabanel (* 11. Januar 1838 in Montpellier, Département Hérault; † 1917 ebenda) war ein französischer Maler.

## Leben
Cabanel war ein Neffe des Malers Alexandre Cabanel und an der École des Beaux-Arts in Paris auch dessen Schüler. Am Anfang seiner Karriere, als Cabanel noch eindeutig im Schatten seines Onkels stand, wurde er von der zeitgenössischen Kunstkritik des Öfteren auch „Cabanel fils“ genannt.
Mit der Unterstützung seines Onkels konnte Cabanel zwischen 1869 und 1888 an mehreren großen Ausstellungen des Salon de Paris teilnehmen. In den 1880er Jahren beschickte er auch Ausstellungen in Montpellier und Salons der Provinz wie Nantes. Er wurde als Mitglied in die Société des artistes français aufgenommen und war Président d’Honneur der Société artistique de l’Hérault in Montpellier.
Cabanel malte hauptsächlich religiöse Motive und Historienbilder, Genreszenen und Porträts. Seine Malerei war statischer als die seines Onkels und er setzte intensive Farb- und Lichteffekte ein.

## Werke

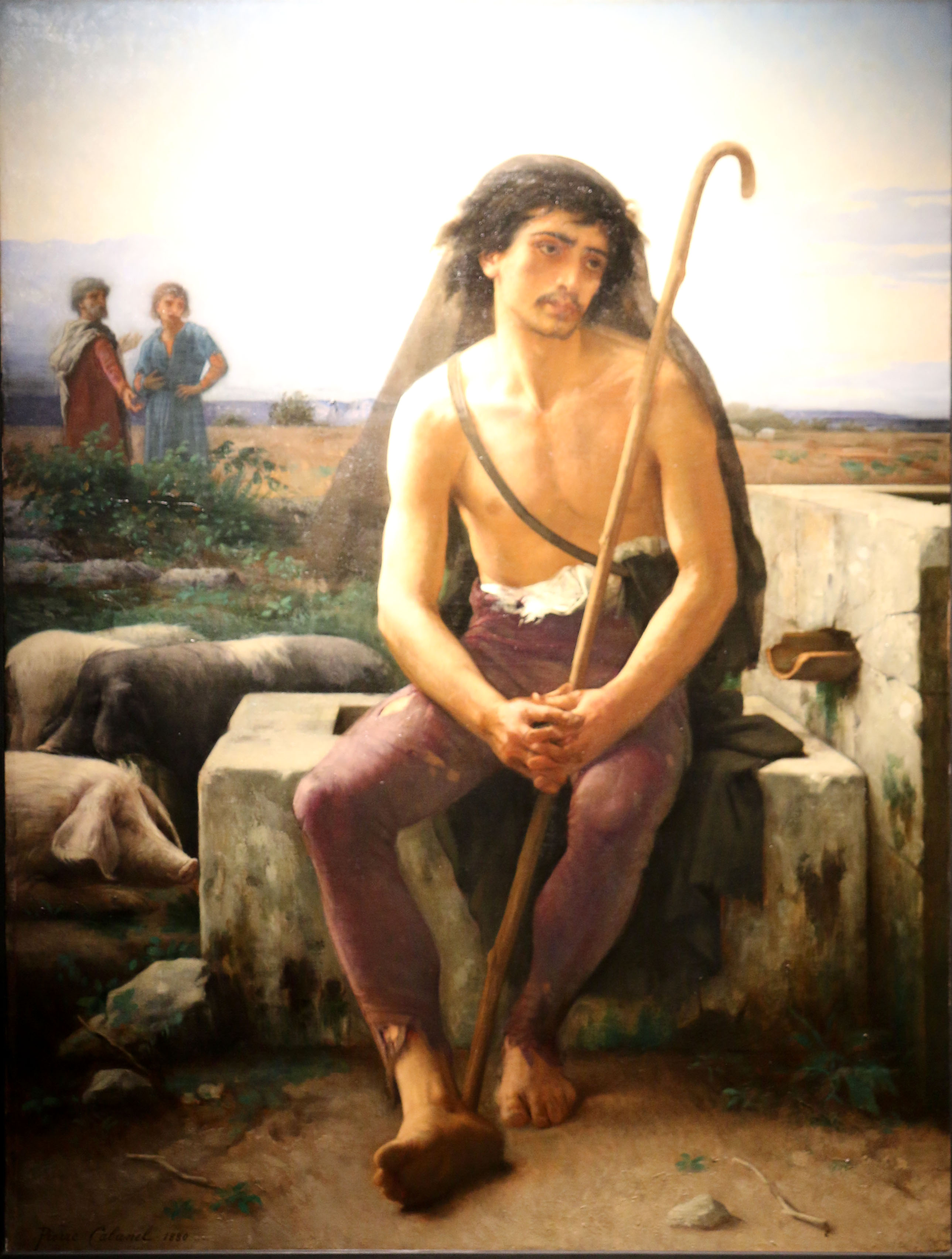
Ölgemälde L'enfant protigue

- Hero, retrouvant le corpse de Léandre. 1869.
- Daphnis et Chloe. 1870.
- La fuite de Nero. 1870.
- La mort d'Abel. 1874.
- Nymphe surprise par un satyre. 1875.
- Naufrages sur les côtes de Bretagne. 1877.
- L'enfant protigue. 1880.
- Un jeune fille des environs de Naples. 1881.